# Гиенодоны

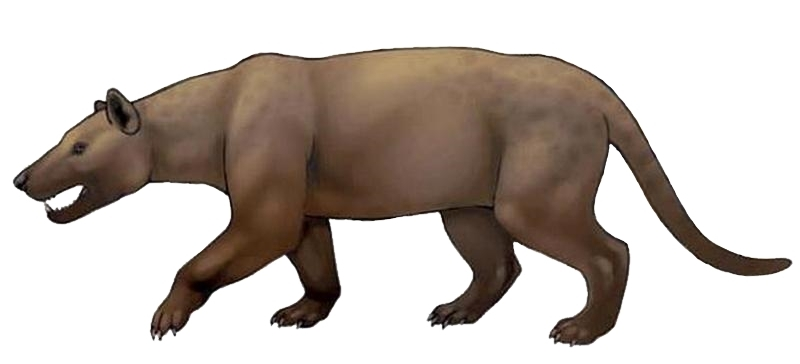
Реконструкция внешнего вида Hyaenodon gigas

Гиенодо́ны (лат. Hyaenodon) — род вымерших хищных млекопитающих из семейства гиенодонтид (Hyaenodontidae). Жили с эоцена по миоцен (48,6—15,97 млн лет назад) на территории Африки, Евразии и Северной Америки.

## История изучения
Первые останки, принадлежащие гиенодонам, были обнаружены в 1853 году Джозефом Лейди в Уайт Ривер Бэдлэндс в Небраске. Тогда были обнаружены останки сразу двух видов: Hyaenodon horridus и Hyaenodon crucians.
В 1948 году в Гоби Монгольской палеонтологической экспедицией АН СССР под руководством Ефремова И. А. были найдены черепа и кости гиенодонов.

## Описание
Некоторые виды этого рода были среди крупнейших наземных плотоядных млекопитающих своего времени, другие имели размер куницы. Крупные виды достигали в длину более чем 4 метров и 500 килограмм веса (Hyaenodon gigas), имея череп длиной 62 сантиметра.
Гиенодоны были плотоядными млекопитающими. Зубная формула:{\displaystyle I{3 \over 3}C{1 \over 1}P{4 \over 4}M{2 \over 3}}
Для гиенодонов характерно приспособление, позволяющее их зубам постоянно самозатачиваться:
Исключительный пример адаптации, призванной компенсировать износ зубов, был зарегистрирован у Hyaenodon, млекопитающего из отряда креодонтов, которое жило на протяжении длительного времени в кайнозое и имело широкое распространение на нескольких континентах. Hyaenodon был плотоядным и обладал режущими зубами, среди которых верхний и нижний хищные зубы должны были тесно контактировать друг с другом, чтобы осуществлять функцию резания. Чтобы сохранить эту тесную подгонку зубов вопреки их износу, происходило поворачивание верхних зубов в медиальном направлении. Это явление было выражено очень явно: верхние зубы у самых старых особей повёрнуты под углом почти в девяносто градусов, а эмалевая коронка полностью стёрта. Эта специализация, очевидно, помогала увеличить среднюю продолжительность жизни Hyaenodon.

## Классификация
К 1993 году было описано 42 вида гиенодонов.
Подрод Neohyaenodon Thorpe, 1922
- Hyaenodon cruentus — поздний эоцен — ранний олигоцен, США (Южная Дакота).
- Hyaenodon gigas Dashzeveg, 1985 — поздний эоцен, Монголия (Эргилин-Дзо).
- Hyaenodon horridus Leidy, 1853 (син.: Hyaenodon cruentus ?) — поздний эоцен — средний олигоцен, США (Нью-Мексико, Южная Дакота, Техас, Вайоминг) и Канада (Саскачеван).
- Hyaenodon megaloides Mellett, 1977 — поздний эоцен, США (Вайоминг).
- Hyaenodon mongoliensis Dashzeveg, 1964 (син.: Megalopterodon mongoliensis) — поздний эоцен, Монголия.
- Hyaenodon vetus Stock, 1933 (син.: Pterodon californicus) — средний — поздний эоцен, США (Калифорния, Техас, Вайоминг).

Подрод Protohyaenodon Stock, 1933
- Hyaenodon crucians Leidy, 1853 (син.: Hyaenodon leptocephalus; Hyaenodon paucidens; Pseudopterodon minutus) — средний эоцен — ранний олигоцен, США (Техас, Монтана, Небраска, Вайоминг, Южная Дакота) и Канада (Саскачеван).
- Hyaenodon microdon — поздний эоцен, США и Канада (Саскачеван).
- Hyaenodon montanus — средний — поздний эоцен, США (Техас, Южная Дакота, Вайоминг).
- Hyaenodon mustelinus Scott, 1895 — поздний эоцен — ранний олигоцен, США (Вайоминг, Южная Дакота) и Канада (Саскачеван).
- Hyaenodon venturae Mellett, 1977 (син.: Hyaenodon exiquus Gervais, 1872) — средний — поздний эоцен, США (Калифорния, Вайоминг).

Виды, не включённые в состав предыдущих подродов:
- Hyaenodon bavaricus — поздний олигоцен, Европа (Германия).
- Hyaenodon brachyrhynchus — поздний эоцен, Франция (Юг — Пиренеи).
- Hyaenodon brevirostrus Macdonald, 1970 — средний — поздний олигоцен, США (Южная Дакота).
- Hyaenodon eminus Matthew & Granger, 1925 (син.: Hyaenodon chunkhtiensis Dashzeveg, 1985) — поздний эоцен, Монголия (Эргилин-Дзо).
- Hyaenodon exicuus[7]
- Hyaenodon filholi Schlosser, 1877 (син.: Hyaenodon vulpinus) — поздний эоцен, Франция (Юг — Пиренеи).
- Hyaenodon heberti — поздний эоцен, Европа.
- Hyaenodon incertus Dashzeveg, 1985 — поздний эоцен, Монголия (Эргилин-Дзо).
- Hyaenodon leptorhynchus Laizer & Parieu, 1838 — ранний олигоцен, Франция (Овернь).
- Hyaenodon milloquensis — поздний олигоцен, Европа.
- Hyaenodon minor — поздний эоцен, Франция (Юг — Пиренеи, Лангедок — Руссильон) и Англия.
- Hyaenodon pervagus Matthew & Granger, 1924 (син.: Hyaenodon aymardi Filhol; Hyaenodon dubius Lange-Badré; Hyaenodon neimongoliensis Huang & Zhu, 2002) — ранний олигоцен, Франция (Овернь), Кавказ, Казахстан (Челкар-Тениз), Монголия (Гсанда-Гол), Китай (Ганьсу).
- Hyaenodon raineyi — поздний эоцен, США.
- Hyaenodon requieni — поздний эоцен, Франция (Прованс, Юг — Пиренеи, Лангедок — Руссильон).
- Hyaenodon rossignoli — Европа.
- Hyaenodon weilini Wang, Qiu & Wang, 2005 — ранний миоцен, Китай (Чангжьяпинг).
- Hyaenodon yuanchuensis Young, 1937 — средний эоцен, Китай (Шаньси).

## В культуре
- В сериале BBC «Прогулки с чудовищами» (Walking with Beasts) гиенодоны появляются в 3-й серии, во время рассказа о Монголии эпохи олигоцена.
- Гиенодоны — одни из животных, проникающих в наш мир через аномалии в сериале «Портал юрского периода».
- В цикле романов Эдгара Берроуза о Пеллюсидаре главный герой приручает гиенодона вместо собаки.
- В романе Кеннета Оппеля «Тёмное крыло» (Darkwing) гиенодоны являются одними из отрицательных персонажей.
- Гиенодон — один из видов в компьютерной игре Evolution («Эволюция. Игра разумной жизни») производства Discovery Channel Multimedia (1997).